# Comuna Emmaste
Emmaste este o comună (vald) din Comitatul Hiiu, Estonia, localizată în sudul insulei Hiiumaa.
Comuna cupdinde un număr de 43 localități (Emmaste (Emmaste), reședința comunei și alte 42 de sate).

## Localități componente

### Reședința
- Emmaste (Emmaste)

### Sate
- Haldi
- Haldreka
- Harju
- Hindu
- Härma
- Jausa
- Kabuna
- Kaderna
- Kitsa
- Kurisu
- Kuusiku
- Kõmmuselja
- Külaküla
- Külama
- Laartsa
- Lassi
- Leisu
- Lepiku
- Metsalauka
- Metsapere
- Muda
- Mänspe
- Nurste
- Ole
- Prassi
- Prähnu
- Pärna
- Rannaküla
- Reheselja
- Riidaküla
- Selja
- Sepaste
- Sinima
- Sõru
- Tilga
- Tohvri
- Tärkma
- Ulja
- Valgu
- Vanamõisa
- Viiri
- Õngu